# القرصنة في الخليج العربي

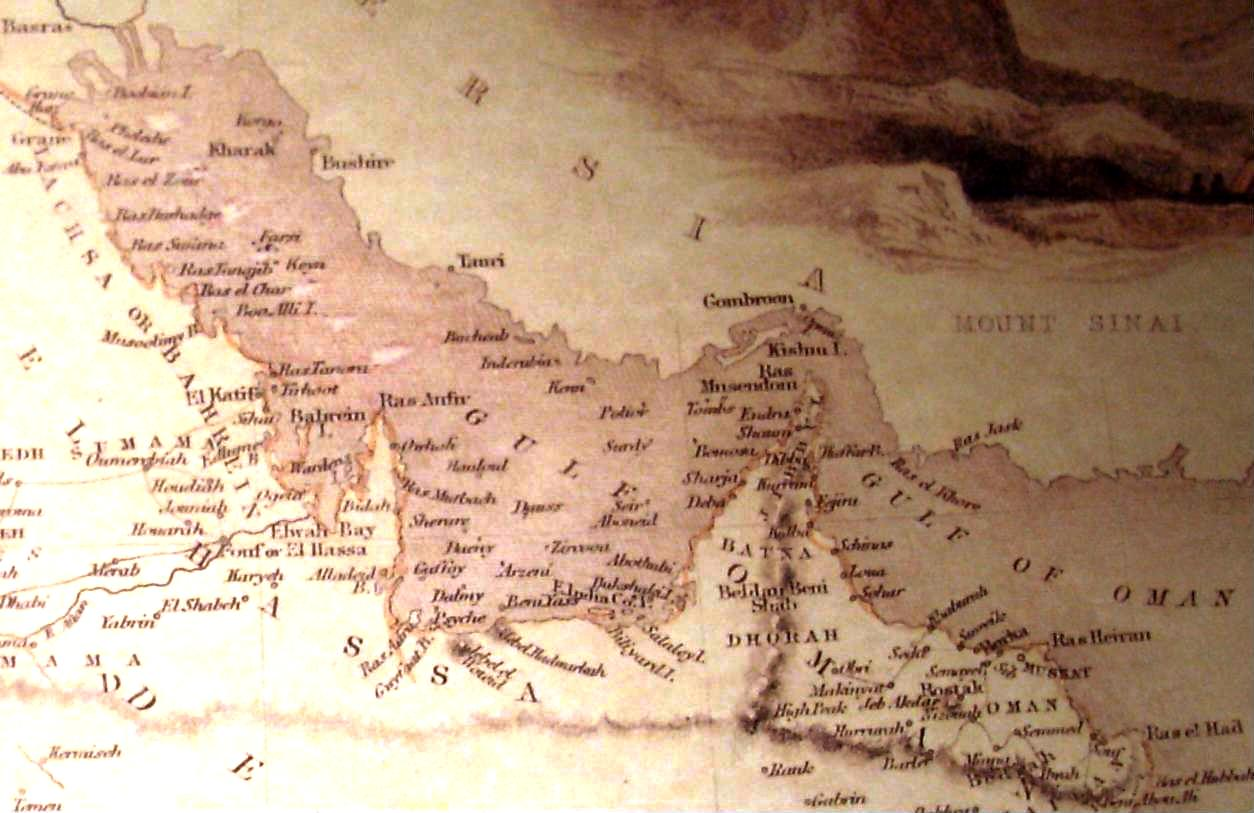
خريطة الخليج العربي في عام 1851. استحدثت المخططات البيانية لأول مرة نتيجة لحملة الخليج العربي 1809.

القرصنة في الخليج العربي كانت سائدة قبل القرن 20. كان ينظر إليها على أنها إحدى التهديدات الرئيسية لطرق التجارة البحرية العالمية ولا سيما مع أهمية الهند البريطانية والعراق. الكثير من الحالات التاريخية أبرزت القرصنة التي يشار إليها بالمقاومة حسب مؤرخين إماراتيين حديثين ينتمون إلى قبيلة القاسمي. أدى ذلك بالبريطانيين إلى القيام بحملة الخليج العربي 1809 وهي عبارة عن حملة عسكرية قام فيها البريطانيون بقصف رأس الخيمة وبندر لنجة وغيرها من موانئ القواسم. يقول حاكم الشارقة الحالي سلطان بن محمد القاسمي في كتابه خرافة القرصنة في الخليج العربي أن ادعاءات القرصنة هي مجرد ذرائع استخدمها البريطانيين لفرض الإمبريالية.
كانت أنشطة القرصنة شائعة في الخليج العربي من أواخر القرن 18 إلى منتصف القرن 19 ولا سيما في المنطقة المعروفة باسم ساحل القراصنة الذي امتد من قطر إلى عمان. قلت القرصنة من عام 1820 بتوقيع المعاهدة العامة للسلام 1820 التي أكدتها معاهدة السلام البحري الأبدية في عام 1853 ثم عرف ساحل القراصنة عند البريطانيين باسم إمارات الساحل المتصالح (في الوقت الحاضر الإمارات العربية المتحدة).

## التاريخ

### التاريخ القديم

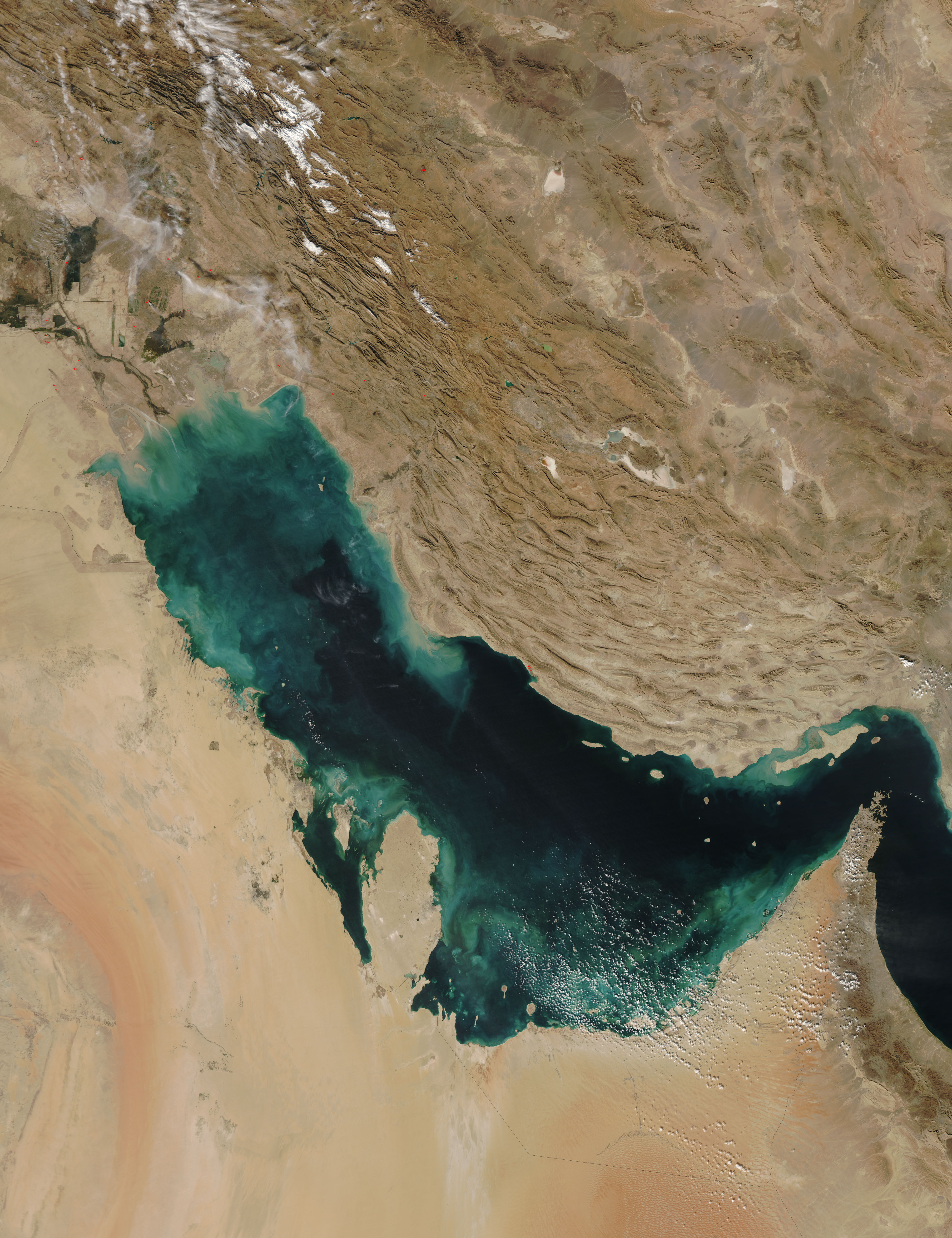
الخليج العربي من الفضاء.

القرصنة ازدهرت في الخليج العربي بعد انخفاض تجارة حضارة دلمون (حاليا البحرين) حوالي عام 1800 قبل الميلاد.
في وقت مبكر من 694 قبل الميلاد هاجم القراصنة الآشوريين التجار العابرين من وإلى الهند عبر الخليج العربي. حاول الملك سنحاريب القضاء على القرصنة لكن كانت جهوده لم تكلل بالنجاح.
يقترح في الأدب التاريخي في كتاب وقائع سيرت أن القرصنة تقاطعت مع شبكة التجارة للساسانيون حوالي القرن الخامس. يذكر أن السفن القادمة من الهند يتم استهدافها في هجرمات القراصنة على طول ساحل فارس في عهد يزدجرد بن بهرام.
ألمح المؤرخ ابن حوقل الذي عاش في القرن العاشر إلى وجود القرصنة في الخليج العربي في كتابه نهضة الإسلام قائلا:
في تعليق لريتشارد هودجز حيث قال: "زيادة التبادل التجاري في الخليج العربي حوالي عام 825 أدى إلى زيادة هجمات القراصنة البحرينيين على السفن القادمة من الصين والهند وإيران. يعتقد أن القراصنة يهاجمون السفن من سيراف إلى البصرة.
ذكر ماركو بولو ملاحظات حول القرصنة في الخليج العربي. ذكر أنه في القرن السابع الميلادي استقرت في جزر البحرين قبيلة القراصنة وهي عبد القيس وفي القرن التاسع كانت البحار مضطربة حيث كانت السفن الصينية تبحر في الخليج العربي برفقة من 400 إلى 500 رجل مسلح للتصدي للقراصنة. في نهاية القرن 13 لا يزال القراصنة يترددون على سقطرى التي استمرت عرضة للنهب.

### القرن 17
بعد طرد البرتغاليين من البحرين في عام 1602 اعتمدت قبيلة القواسم على الغارات البحرية من شبه جزيرة قطر إلى رأس مسندم باعتبارها وسيلة للحياة بسبب عدم وجود أي سلطة بحرية في المنطقة.
كانت القرصنة الأوروبية في الخليج العربي متكررة في القرن 16 و17 التي تستهدف أساسا السفن الهندية في طريقها إلى مكة المكرمة.
يؤكد إدوارد بلفور أن عرب مسقط كانوا مفترسين للغاية من 1694 إلى 1736 ثم حتى عام 1787 أشارت سجلات بومباي إلى وجود قرصنة نظامية في الخليج العربي.

### القرن 18

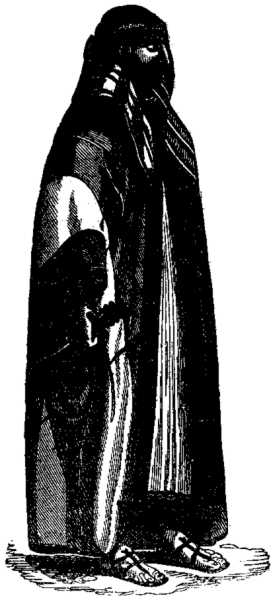
رسم لرحمة بن جابر الجلهمي في عام 1836.

أقدم ذكر للقراصنة من قبل البريطانيين جاء في رسالة كتبها ويليام بويير المؤرخة في 1767. يصف القرصان الفارسي مير مهنا قائلا: «في عصره كان مصدر رئيسي للقلق من قبل جميع أولئك الذين يبحرون على طول الخليج العربي وكانت مآثره عاملا مبكرا قادت شركة الهند الشرقية لتصبح للمرة الأولى شريكة في سياسة المنطقة وذلك من أجل مصالحها التجارية البحتة».
كان رحمة بن جابر الجلهمي من أعتى القراصنة الذي استغل الخليج العربي خلال هذه الحقبة. وصفه الرحالة والمؤلف الإنجليزي جيمس سلك بكنغهام بأنه: «أنجح قرصان متسامح عموما وربما في أي وقت مضى». انتقل إلى خور حسن في قطر حوالي عام 1785. في عام 1810 حاول السعوديون تعزيز موقفهم في منطقة الخليج العربي بالتحالف معه لأنه كان الأكثر تأثيرا في قطر في ذلك الوقت. استبعد من قطر لفترة قصيرة وكان يعتبر من قبل البريطانيين القرصان الرئيسي لساحل القراصنة.
في كتابه علم العرب الدموي الأحمر زعم تشارلز ديفيس أن قضية القرصنة في الخليج العربي يبدو أنها تصاعدت في 1797. هذا التاريخ يتوافق مع بعض من أكثر الأعمال البارزة للقرصنة التي ارتكبت ضد البريطانيين من قبل القواسم مما أتاح في نهاية المطاف الفرصة للقيام بحملة الخليج العربي 1809.

### القرن 19

#### القرصنة المنظمة لدى السعوديين
حوالي عام 1805 حافظت الدولة السعودية الأولى على سلطانها المتقلب على أجزاء من الساحل الجنوبي للخليج العربي. قامت بشن غارات منظمة على السفن الأجنبية. نائب مدير ساحل القراصنة حسين بن علي أجبر قادة القواسم على إرسال سفنهم لنهب كل السفن التجارية في الخليج العربي من دون استثناء. احتفظوا بخمس الغنائم لأنفسهم. ذكر أرنولد ويلسون أن أعضاء قبيلة القواسم تصرفوا رغما عنهم حتى لا ينتقم منهم السعوديين. ومع ذلك لاحظ جون غوردون لوريمر المؤرخ البريطاني أن القرصنة تفشت ابتداء من عام 1805 حيث اعتبر أن القواسم قاموا بالقرصنة بإرادتهم.

#### حملة الخليج العربي
في أعقاب سلسلة من الهجمات في عام 1808 قبالة سواحل السند شاركت فيها 50 قرصان من القواسم وبعد موسم الرياح الموسمية في عام 1809 قررت السلطات البريطانية في الهند تقديم عرض كبير للقوة ضد القواسم في محاولة ليس فقط لتدمير قواعدهم الكبيرة والعديد من سفنهم ولكن أيضا للتصدي لتشجيع الفرنسيين لهم من خلال سفارتهم في بلاد فارس وعمان. بحلول صباح يوم 14 نوفمبر بدأت الحملة العسكرية للقوات البريطانية بعد أن تكبدوا خسائر خفيفة بمقتل خمسة أشخاص وإصابة 34 شخص. الخسائر العربية غير معروفة ولكن ربما كانت كبيرة في حين أن الأضرار التي لحقت بأساطيل القواسم شديدة حيث دمر جزءا كبيرا من سفنها في رأس الخيمة.
إن الادعاء البريطاني أن أعمال القرصنة عطلت التجارة البحرية في الخليج العربي مرفوض من قبل محمد القاسمي مؤلف كتاب خرافة القرصنة في الخليج العربي بل هو ذريعة استخدمها البريطانيين لمآربهم في الخليج العربي. ذكر المؤرخ الهندي سوغاتا بوس أنه في حين يعتقد أن الحسابات الاستعمارية البريطانية استغلت وجود القرصنة لخدمة مصالحها ذاتية إلا أنه لا يتفق مع المؤرخ الإماراتي في أن القرصنة لم تكن موجودة على نطاق واسع في منطقة الخليج العربي. يقول ديفيس إن دوافع القواسم أسيء فهمها على وجه الخصوص وأنه لا يمكن القول بشكل قاطع أنهم كانوا قراصنة بسبب بعض الدلالات. المؤرخ جاي بي كيلي علق في أطروحته على بريطانيا والخليج العربي أن القواسم لا يستحقون أن تتلوث سمعتهم بالقرصنة وذهب إلى أن سمعة القواسم تضررت نتيجة لحوادث بحرية متتالية مع حكام مسقط.

#### تجدد التوتر
كان هناك العديد من الاعتداءات حسب ما ذكر البريطانيون الذين شعروا بالفزع من أعمال القرصنة التي ترتكب ضدهم بعد انهيار الترتيب بينهم وبين القواسم في عام 1815. جون غوردون لوريمر ادعى أنه بعد انهيار هذا الترتيب فإن القواسم: «انغمسوا في كرنفال من انعدام القانون البحري حتى أنهم حطموا الرقم القياسي السابق الخاص بهم». تم إعطاء أدلة حسب التالي:
- في عام 1815 تم الاستيلاء على سفينة هندية بريطانية من قبل القواسم بالقرب من مسقط والغالبية العظمى من أفراد الطاقم قتلوا والباقيون ساوموا عليهم للحصول على فدية.
- في 6 يناير 1816 هوجمت السفينة الهندية دولة الدرعية التي يتكون طاقمها بالكامل من الهنود من قبل القواسم في دواركا حيث استولوا على السفينة وقاموا بقتل 17 شخص وإرسال 8 أشخاص للسجن في رأس الخيمة وإصابة 13 شخص قاموا بإنزالهم عند أقرب ساحل هندي. التسليح الكامل للسفينة كان يتكون من 2 مدق هاون وثلاث بنادق حديدية بينما يبلغ عدد العرب من 100 إلى 200 شخص وجميعهم مسلحين.
- كانت أمور هادئة في البحر الأحمر حتى عام 1816 عندما تم الاستيلاء على ثلاث سفن تجارية هندية من سورت التي كانت متجهة إلى ميناء المخا رافعة الأعلام البريطانية. نجا عدد قليل من الطاقم من القتل وقدرت الخسائر المالية ب12 مليون روبية.

#### بعثة 1819-1820
في عام 1819 كتب بريطاني مذكرة بشأن قضية ازدياد أعمال القرصنة في الخليج العربي قائلا:
في نوفمبر من ذلك العام بدأ البريطانيون في رحلة استكشافية ضد القواسم بزيارة عاصمة ساحل القراصنة رأس الخيمة مع فصيل يتكون من 3000 جندي. قدر البريطانيون عرض لسطان مسقط سعيد بن سلطان بتعيينه حاكما على ساحل القراصنة إذا وافق على مساعدتهم في رحلتهم. قام السلطان سعيد بإرسال قوة تتكون من 600 رجل وسفينتين. بحلول ديسمبر حققت قوات التحالف نصرا حاسما حيث قتل فقط خمسة من البريطانيين بينما قتل من 400 إلى 1000 شخص من القواسم.
بعد استيلائهم على عاصمة ساحل القراصنة ذهب البريطانيون للاستلاء على بندر لنجة والدوحة. كما اتخذوا اجراءات مضادة لقمع القرصنة في المنطقة عن طريق نقل قواتهم من رأس الخيمة إلى جزيرة قشم. في نهاية المطاف انسحبوا من الجزيرة في عام 1823 بعد احتجاجات من قبل الحكومة الفارسية.

#### معاهدات السلام

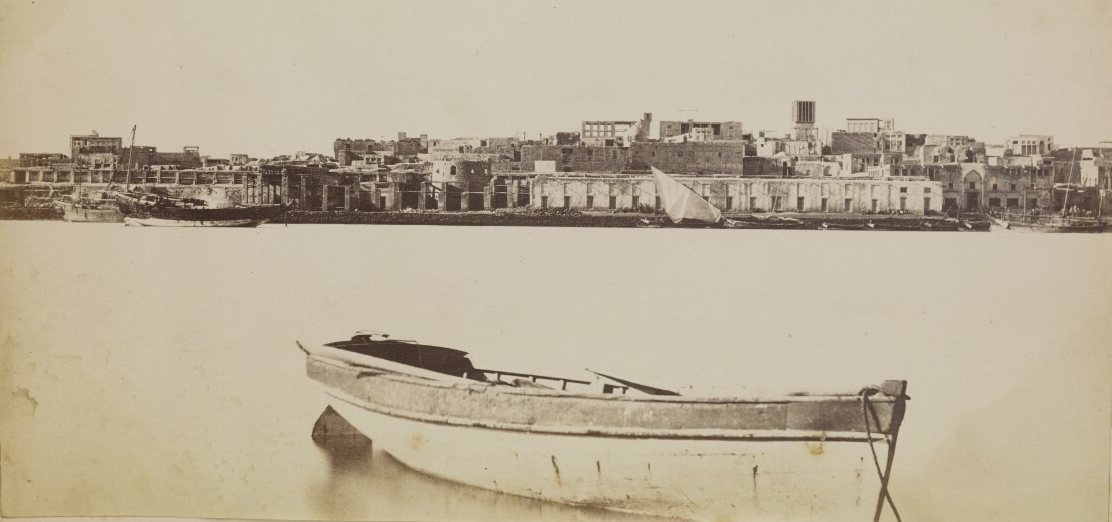
ساحل بوشهر في عام 1870.

في عام 1820 وقع عدد من المشايخ العرب على الساحل الغربي للخليج العربي والحكومة البريطانية معاهدة سلام بحرية. المعاهدة تمنح فقط حماية للسفن البريطانية ولم تمنع الحروب الساحلية بين القبائل. نتيجة لذلك تواصلت غارات القرصنة بشكل متقطع حتى عام 1835 عندما وافق الشيوخ على عدم الانخراط في العمليات الحربية في البحر لمدة سنة واحدة. تم تجديد الهدنة في كل عام حتى عام 1853 عندما تم التوقيع على معاهدة مع المملكة المتحدة والتي بموجبها اتفق شيوخ المشيخات المتصالحة على هدنة بحرية دائمة. تم الاتفاق بالإجبار من قبل المملكة المتحدة واندلعت الخلافات بين المشايخ الذين طالبوا البريطانيين بالتسوية. كتبت المعاهدة في البحرين في عام 1861.
على الرغم من المعاهدات فقد ظلت القرصنة مشكلة مستمرة حتى تم استخدام البواخر القادرة على اجتياز السفن الشراعية للقراصنة. الكثير من القرصنة في أواخر القرن التاسع عشر حدثت بسبب الاضطرابات الدينية في وسط شبه الجزيرة العربية. في عام 1860 قررت بريطانيا توجيه قواتها للتركيز على قمع الاتجار بالرقيق في شرق أفريقيا. ترك هذا القرار السفن والبواخر التجارية في الخليج العربي عرضة للقرصنة مما دفع بالبعض إلى تغيير أمكان أعمالهم.

### القرن 20
وقعت الكويت معاهدات الحماية مع بريطانيا في عامي 1899 و1914 ووقعت قطر معاهدة في عام 1916. هذه المعاهدات بالإضافة إلى المعاهدات السابقة التي وقعتها إمارات الساحل المتصالح والبحرين تهدف إلى قمع القرصنة وتجارة الرقيق في المنطقة. قلت أعمال القرصنة في الخليج العربي خلال هذه الفترة. بحلول القرن 20 فإن القرصنة أصبحت نشاطا هامشيا ويرجع ذلك أساسا إلى الاستخدام الواسع النطاق على نحو متزايد للبواخر.

### القرن 21
أعلن جيمي ورونا من مكتب الاتصال البحري أن القرصنة في جميع أنحاء منطقة الشرق الأوسط ليست فقط خطرا على الاقتصاد الإقليمي ولكن أيضا بالنسبة للاقتصاد العالمي. شهد العراق ارتفاعا في القرصنة منذ بداية هذا القرن. كان هناك 70 حادث قرصنة من يونيو إلى ديسمبر 2004 و25 حادث من يناير إلى يونيو 2005. ترتكب أعمال القرصنة عادة من قبل مجموعات صغيرة تتكون من 3 إلى 8 أشخاص الذين يستخدمون قوارب صغيرة. من يوليو إلى أكتوبر 2006 كانت هناك أربعة حوادث قرصنة أبلغ عنها في شمال الخليج العربي التي استهدفت أساسا الصيادين العراقيين.

## ساحل القراصنة

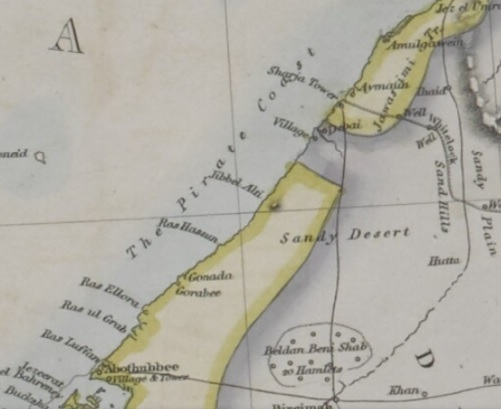
خريطة شبه الجزيرة العربية في عام 1849 التي تظهر ساحل القراصنة.

استخدمت تسمية ساحل القراصنة لأول مرة من قبل البريطانيين حوالي القرن 17 واكتسب اسمه من خلال الأنشطة الإغارة التي يقوم بها السكان العرب المحليين. أعلن إدوارد بلفور أن ساحل القراصنة هو المنطقة الواقعة من خصب إلى البحرين وهي منطقة يبلغ طولها 350 ميل. يزعم أيضا أن المعقل الرئيسي للقراصنة كان في رأس الخيمة.
يظن المستكشف والمصور الألماني في القرن 19 هيرمان بورخارت أن ساحل القراصنة يستحق تسميته بسبب احتلال القراصنة لهذه المنطقة ولدمويتهم. المسؤول في الجمارك البريطانية جون مالكولم الذي خدم في منطقة الخليج العربي من القرن 18 إلى القرن 19 كتب أنه عندما شكك في ادعاءات خادمه العربي خوداداد عن القواسم فإن خوداداد رد عليه بأنهم: «مهنتهم القرصنة ومتعتهم القتل وزيادة على ذلك فإنهم يعطون أنفسهم أعذار للقيام بهذه النذالة التي يرتكبونها».
سمي ساحل القراصنة في وقت لاحق بساحل الإمارات المتصالحة من قبل البريطانيين بعد توقيع معاهدة السلام البحري الأبدية في عام 1853 والاتفاق الحصري من عام 1892 الذي عزز ذلك عن طريق التخلي عن السيطرة على العلاقات الخارجية للبريطانيين. خلال أواخر القرن 19 وأوائل القرن 20 تم التوقيع على عدد من المعاهدات مع مختلف الإمارات على سبيل المثال الرمس (وهي الآن جزء من رأس الخيمة) التي كان من ضمن الإمارات التي وقعت على معاهدة 1819 ولكن لا يعترف بها ضمن الإمارات المتصالحة في حين أن إمارة الفجيرة اليوم إحدى الإمارات السبع التي شكلت دولة الإمارات العربية المتحدة لم يتم الاعتراف بها بأنها إحدى إمارات الساحل المتصالح حتى عام 1952. كلباء اعترف بها بأنها ضمن إمارات الساحل المتصالح من قبل البريطانيين في عام 1936 وهي اليوم جزء من إمارة الشارقة.